# Сценическое фехтование
Сцени́ческое фехтова́ние (англ. stage fencing) — специальная учебная дисциплина в программе пластической подготовки актёров в театральных вузах. Широко применяется в театре и кино.
В основе сценического фехтования лежит техника спортивного, однако цели и задачи у него абсолютно противоположные: показать правдоподобный, но при этом эстетически выразительный и безопасный для участников поединок. Все движения разучиваются заранее, работа проходит без специальной защиты. Оружие может быть любым — спортивным, аналогичным боевому и т. д.
В России история сценического фехтования, как дисциплины, отличной от фехтования классического (боевого), берёт своё начало в XIX в. Первый учебник по сценическому фехтованию в России выпустил в Москве в 1910 г. фехтмейстер Александр Люгар: «Школа сценического фехтования на шпагах, шпагах с кинжалами, саблях и бой на ножах». Классический советский учебник «Сценическое фехтование» принадлежит перу выдающегося театрального педагога и спортсмена-фехтовальщика И. Э. Коха. Значительный вклад в развитие дисциплины внесли театральные педагоги и постановщики Аркадий Немеровский, Николай Карпов, Андрей Рыклин и др.
Сценическое фехтование близко по своей технике и сути к арт-фехтованию, которое выделилось из него в 1990-е гг. с целью сделать доступным этот вид фехтования для всех желающих (а не только профессиональных актёров), популяризировать его и превратить в спортивную дисциплину. Первую школу арт-фехтования в Москве открыл театральный постановщик Андрей Рыклин. Большой вклад в развитие арт-фехтования в России внёс спортивный тренер Алек Мовшович, которому принадлежит идея создания Федерации артистического фехтования. В 2008 г. арт-фехтование было признано спортивной дисциплиной.
С 2007 г. в Москве проводится фестиваль сценического фехтования «Серебряная шпага» для актёров и студентов театральных вузов. С 2013 г. фестиваль стал международным.